# Церква святого Василія Великого (Козова)
Церква святого Василія Великого в Козові — парафія і храм греко-католицької громади Козівського деканату Тернопільсько-Зборівської архієпархії Української греко-католицької церкви в смт Козова Тернопільського району Тернопільської области.

## Історія церкви
На початку 1990-х років у Козові діяли дві громади — православна та греко-католицька. Богослужіння в храмі Успіння Пресвятої Богородиці проводилися по черзі, доки православна громада не збудувала власну церкву святих Володимира та Ольги. Тим часом у парафіян мікрорайону цукровиків виникла ідея збудувати свій храм.
22 лютого 1998 року владика Зборівської єпархії Михаїл Колтун освятив місце, наріжний камінь і хрест для майбутньої церкви.
Перша відправа в ще недобудованому храмі відбулася 29 жовтня 2000 року. Тоді ж отець декан Дмитро Долішняк, з благословення владики Тернопільсько-Зборівської єпархії Михаїла Сабриги, освятив церкву. Будівництво та оздоблення храму стало можливим завдяки щедрим пожертвам парафіян та підтримці Козівський цукровий завод (директор — Богдан Вороблевський), який був основним спонсором.
Наприкінці 2000 — на початку 2001 року були створені молитовні спільноти: «Апостольство молитви» та Вівтарна дружина. 14 січня 2001 року владика Михаїл Сабрига освятив церкву та престол. Також при парафії була заснована молитовна спільнота «Матері в молитві».
У травні 2000 року з ініціативи П. Стефаніва та під керівництвом Ірини Зерук при церкві створили церковний хор, а у 2001 році — дитячий церковний хор. З'явилися й молодіжні спільноти — «Українська молодь — Христові» та Марійська дружина, які започаткували видання парафіяльного часопису «Вершина».
У 2002 році було придбано будинок під проборство, а також розпочато збір коштів на іконостас, який виготовив тернопільський майстер Іван Харів. Іконостас освятив владика Михаїл Сабрига у 2003 році, у неділю Христа-Царя.
Проєкт дзвіниці розробив архітектор Михайло Нетриб'як. Відповідальним за будівництво був Іван Берчук. Для дзвіниці придбали та освятили два дзвони, названі на честь Василя та Романа.
У 2005—2006 роках було здійснено розпис церкви. Пожертви на настінні ікони робили парафіяни.
У жовтні 2010 року, з нагоди 10-річчя храму, владика Тернопільсько-Зборівської єпархії Василій Семенюк освятив розписану церкву та новий престол.
У 2011 році при парафії відкрилася недільна школа «Введення в храм Пресвятої Богородиці».

## Парохи
- о. Роман Рокецький (з 2000).